# Imobil de raport
Imobilele de raport sunt în arhitectură construcții ale căror încăperi și apartamente sunt menite a fi închiriate. Deseori parterul este ocupat de stabilimente comerciale.